# World Premiere (альбом The Team)
World Premiere — третий студийный альбом американской рэп-группы из Окленда The Team, выпущенный 4 апреля 2006 года. Альбом занял 95-ю позицию в чарте Billboard Top R&B/Hip-Hop Albums и 50-ю позицию в чарте Billboard Top Independent Albums. Треки «Bottles Up», «Hyphy Juice» и «It’s Getting Hot», присутствующие в альбоме, стали хитами и принесли группе большую популярность.

## Список композиций
1. Let’s Go Team! — 2:28
2. Bottles Up — 3:35
3. On One — 4:50
4. Top of the World — 3:52
5. Touch the Sky — 3:43
6. Just Go — 3:36
7. Hyphy Juice — 3:22
8. Good Girl (при участии Angelina) — 3:38
9. It’s Getting Hot — 3:39
10. Stuntin' on Ya — 3:54
11. Addiction — 3:36
12. Summertime in the Town — 4:05
13. Ambassadors Night — 3:10
14. «I’m a Player» (при участии D'wayne Wiggins) — 4:55
15. The Definition — 1:06
16. Sunshine (при участии Goapele) — 4:13
17. It’s Getting Hot [Town Bizznezz Remix] (при участии Keak da Sneak, The Delinquents, Richie Rich, Humpty Hump, Too Short и MC Hammer) — 7:18

## Над альбомом работали
- Исполнительные продюсеры: K.O.A.B. и The Team
- A&R: K.O.A.B. и The Team
- A&R Администратор: Taj Mahal
- Проджект мэнэджмент: Ли Хейс
- Маркетинг: K.O.A.B
- Арт-директор и дизайнер: Brian Bradley Designs
- Фотография для обложки: Michael Sexton Photography
- Инсайд фотографии: Кимара Диксон
- Профессиональные инструменты и редактирование последовательности: Larry Funk в компании Funktonics
- Мастеринг: Крис Атенс в компании Sterling Sound, Нью-Йорк
- Юридический советчик: Roxanne Fritz esq.